# 唐来参和
唐来 参和（とうらい さんな/さんわ、1744年（延享元年）- 1810年2月28日（文化7年1月25日））は、江戸時代中期から後期に活躍した戯作者、狂歌師である。号は三和とも表記される。本姓は加藤。通称は和泉屋源蔵。別号（狂名）は質草少々、唐来山人等。

## 経歴・人物
曲亭馬琴『近世物之本江戸作者部類』によれば、もと高家何某の家臣であったが、天明年間にわけあって町人となり、江戸本所松井町の娼家和泉屋の婿養子になったという。浜田義一郎は、安永末期・天明初頭に志水燕十の代作者をしていたと推定している。参和の名での初作は洒落本『三教色』、天明年間中に『大千世界牆の外』『和唐珍解』『莫切自根金生木』『頼光邪魔入』『通町御江戸鼻筋』を刊行している。1789年（寛政元年）『冠言葉七目〓（支＋十二）記』『天下一面鏡海鉢』を刊行するが、後者が松平定信の改革を穿つものだったため、絶版処分に遭う。2年間絶筆した後、『善悪邪正大勘定』『再会親子銭独楽』などを刊行。以降、合巻2種を刊行したが、それ以降の出版活動はない。太田南畝の門人であり、狂歌も嗜んだ。
井上ひさしが『戯作者銘々伝』で小説の題材にしたほか、俳優の小沢昭一が1983年～2000年までの18年間、一人芝居で唐来参和の生涯を演じた。

## 主な著作物

### 洒落本
- 『三教色』- 1783年（天明3年）に刊行。
- 『和唐珍解』- 1785年（天明5年）に刊行。

### 黄表紙
- 『大千世界牆の外』- 1784年（天明4年）に刊行。
- 『莫切自根金生木』- 1785年（天明5年）に刊行。読みはきるなのねからかねのなるきで回文となっている。
- 『頼光邪魔入』- 1785年（天明5年）に刊行。
- 『通町御江戸鼻筋』- 1786年（天明6年）に刊行。
- 『冠言葉七目〓（支＋十二）記』- 1789年（寛政元年）に刊行。
- 『天下一面鏡梅鉢』- 1789年に刊行。
- 『再会』子銭独楽』- 1793年（寛政5年）に刊行。
- 『善悪邪正大勘定』-  1795年（寛政7年）に刊行。

### 狂歌集
- 『狂文宝合記』- 1783年（天明3年）に刊行。
- 『老莱子』- 1784年（天明4年）に刊行。
- 『手拭合』- 1784年（天明4年）跋。
- 『徳和歌後万載集』- 1785年（天明5年）に刊行。
- 『十才子名月詩集』- 1785年（天明5年）に刊行。
- 『吾妻曲狂歌文庫』- 1786年（天明6年）に刊行。